# Аудни Бёдварссон (поэт)
Аудни Бёдварссон (исл. Árni Böðvarsson; 1713, Стадарбакки в Хельгафедльссвейт — 1776, Акрар в Хрёйнхреппюр) — исландский поэт. Считался одним из самых влиятельных поэтов Исландии в XVIII веке.

## Биография
Аудни Бёдварссон родился в 1713 году в селении Стадарбакки общины Хельгафедльссвейт в семье Бёдвара Паульссона (исл. Böðvar Pálsson) и его жены Оулёф Ауднадоуттир (исл. Ólöf Árnadóttir). Учился в школе у священника Йоуна Тоураринссона в Хьярдархольте с 1726 по 1729 год (возможно даже по 1730). Затем в 1732 году стал студентом епархиальной семинарии в Хоуларе. После окончания учебы в 1734 году Аудни некоторое время жил в Хельгафедль у священника Снорри Йоунссона, где написал свою первую известную поэму «Skipafregn». В 1735 году Аудни переехал в Ватнабудир в общине Эйрарсвейт. В конце своей жизни он жил на хуторе Акрар общины Хрёйнхреппюр в Мирасисле.
Арни был дважды женат. Его первой женой была Хельга Сигюрдардоуттир (исл. Helga Sigurðardóttir) из Хельгафедльссвейт. Пара имела двух детей (сын Оддюр, умерший молодым, и дочь Хильдюр, умершая незамужней и бездетной), но в 1742 они развелись из-за того, что у Аудни и его любовницы родился внебрачный ребёнок. В 1748 году Аудни получил разрешение на второй брак и женился на Ингвельдюр Гисладоуттир (исл. Ingveldur Gísladóttir) из Вогюра. В конце жизни заболел проказой и умер в 1776 году в возрасте 63 лет.

## Творчество
Современники считали Аудни Бёдварссона одним из лучших исландских поэтов пишущих римы. В своих римах Аудни поэтически пересказал множество известных исландских саг и легенд. Несмотря на то, что Аудни был плодовитым поэтом и кроме рим нанаписал ещё много других стихотворений, большая его произведений не сохранилась до наших дней.
Некоторые сохранившиеся произведения Аудни Бёдварссона:
Римы:
- Brávallarímur (рус. Римы Брауведлира[6])
- Íslands kvennalof (рус. Хвала женщинам Исландии)
- Rímur af Ulfari Sterka (рус. Римы о Ульфаре Сильном)
- Rímur af Þorsteini Uxafæti (рус. Римы о Торстейне Бычьей Ноге)
- Agnars konungs ævi Hróarssonar (рус. Жизнь короля Агнара Хроуарссона)
- Rímur af Ingvari víðförla og Sveini syni hans (рус. Римы о Ингваре Бывалом и его сыне его Свейдне)
- Ævi Hálfs konungs og rekka hans (рус. Жизнь Короля Хаульвюра и воинов его)
- Rímur af Tútu og Gvilhelmínu (рус. Рима о Туте и Гвильхельмине)

Стихи:
- Eg er að flakka eins og svín (рус. Я брожу как свинья)
- Hrörnar eik á bari bleik (рус. Гниющий дуб в розовом кабаке)
- Eg vildi að sjórinn yrði að mjólk (рус. Я хотел, чтобы море стало молоком)
- Eg vildi hann Þórður yrði að mús (рус. Я хотел, чтобы Тоурдюр стал мышью)